# Britisch-portugiesische Beziehungen
Die britisch-portugiesischen Beziehungen umfassen das zwischenstaatliche Verhältnis zwischen dem Vereinigten Königreich (port.: Reino Unido) und Portugal. Die Länder unterhalten seit dem 13. Jahrhundert direkte diplomatische Beziehungen.
Die Beziehungen haben starke historische Wurzeln. England ist Portugals ältester Verbündeter, mit dem Windsor-Vertrag aus dem Jahr 1386 unterhalten sie das älteste noch bestehende Bündnis in Europa, vermutlich auch weltweit. Das im 15. Jahrhundert entstandene Portugiesische Kolonialreich war das erste Globus umspannende Weltreich der Geschichte und damit auch Vorläufer und Motivation für die Entstehung des Britischen Weltreichs, das sich ab dem 17. Jahrhundert zum größten Kolonialreich der Geschichte entwickelte, auch unter Mithilfe portugiesischer Seeleute wie João Fernandes Lavrador, João Gonçalves und anderen. Die luso-britischen Bündnisse dienten beiden zur Durchsetzung ihrer politischen Interessen, auf englischer Seite der Zurückdrängung Frankreichs und Spaniens und auf portugiesischer Seite der Durchsetzung seiner Unabhängigkeit gegenüber dem spanischen Nachbarn. Auch ihre Alltagskultur prägten sie gegenseitig. Die Britische Teekultur oder auch der traditionelle Genuss von Portwein in Großbritannien gehen auf diese alten Beziehungen zurück, während Portugal seinen Nationalsport Fußball den Briten verdankt.
Die britisch-portugiesischen Beziehungen nahmen spätestens nach dem Zweiten Weltkrieg stetig an Bedeutung ab, sind aber weiterhin lebendig. Die beiden Staaten arbeiten in einer Vielzahl internationaler Gremien zusammen, u. a. sind sie beide Gründungsmitglieder der NATO und der OECD, und Mitglieder u. a. des Europarates, der Organisation für Sicherheit und Zusammenarbeit in Europa (OSZE) und den verschiedenen europäischen und UNO-Organisationen. Bis zum Austritt Großbritanniens Ende 2020 waren sie zudem beide Mitglied der Europäischen Union.
Neben den vielfältigen historischen, kulturellen und politischen Verbindungen sind heute ihr bilateraler Handel und ihre problemfreie gegenseitige Migration die bedeutendsten Verbindungsglieder. Die Briten gehören bis heute zu den größten Ausländergruppen in Portugal. Auch in anderen Bereichen zeigen sich die alten Beziehungen, etwa in Straßennamen wie der Praça de Londres-Platz in Lissabon oder die Portugal Road und der Cintra Park in London. Auch haben britische Historiker zur portugiesischen Geschichtsforschung beigetragen, darunter Charles Boxer, Peter Russel oder Harold Livermore, die damit aber vor allem auch im Vereinigten Königreich Kenntnis über die portugiesische Geschichte verbreiteten. Weitere Verbindungsglieder sind das gegenseitige Interesse im Fußball, die in Portugal weit verbreitete britische Popmusik oder auch die portugiesische Gastronomie in Großbritannien, die sowohl durch zahlreiche kleine portugiesische Cafés und Restaurants als auch durch die weitverbreitete Restaurantkette Nando’s im ganzen Vereinigten Königreich relativ präsent ist.

## Geschichte

### Anfänge bis 1140

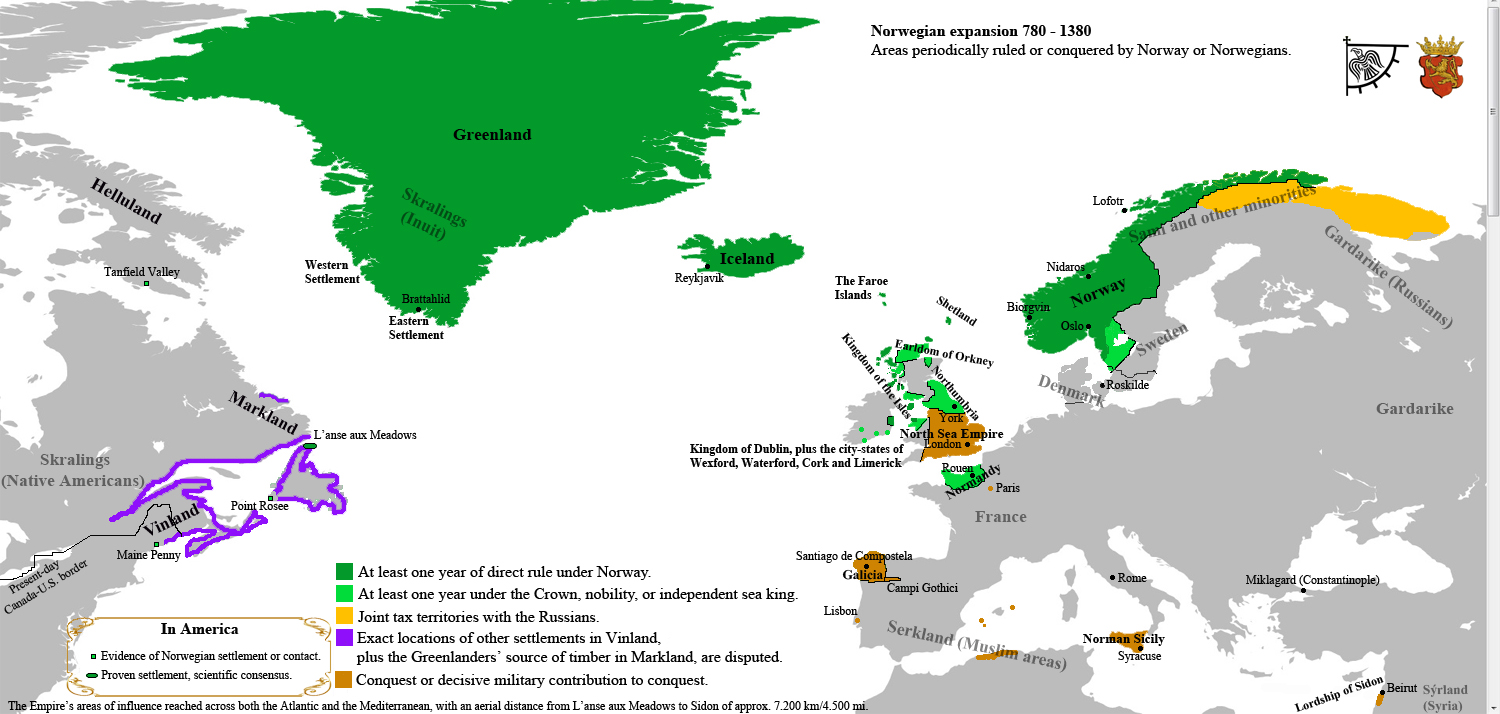
Einflusszone der norwegischen Wikinger: Portugal und Großbritannien gehörten jahrhundertelang dem Einflussraum der Wikinger an.

Britannien war seit seiner Eroberung ab 43 n. Chr. Teil des Römischen Reichs, zu dem das heutige Portugal bereits seit dem 2. Jh. v. Chr. gehörte, als Provinz Lusitania. Bis Anfang des 5. Jh. blieben sie beide römisch. Danach brachten die germanischen Angelsachsen Großbritannien in ihre Herrschaft, während Portugal unter die Herrschaft anderer germanischen Völker kam, insbesondere der Westgoten, bis zur arabischen Herrschaft ab 711.
Ab 793 erlitt England eine Eroberung weiter Teile durch die Wikinger, die auch mit Portugal Handel trieben oder dort plünderten. Bis ins 11. Jahrhundert gehörten die heutigen Gebiete von England und Portugal damit beide zum Wirkungskreis und Handelsraum der Wikinger.
Im Verlauf der christlichen Reconquista kamen insbesondere ab dem 11. Jh. Kreuzfahrer auch von den britischen Inseln an Portugal vorbei und kämpften hier gegen die Mauren. Sie hatten damit auch einen Anteil an der Entstehung des seit 1140 unabhängigen Königreichs Portugal. In der Folge entstanden zahlreiche politische und dynastische Verbindungen, dazu warb das junge Königreich auch hunderte Siedler von den britischen Inseln in ihr Gebiet, im Zuge ihrer Neubesiedlungspolitik.

### 1140 bis 1640

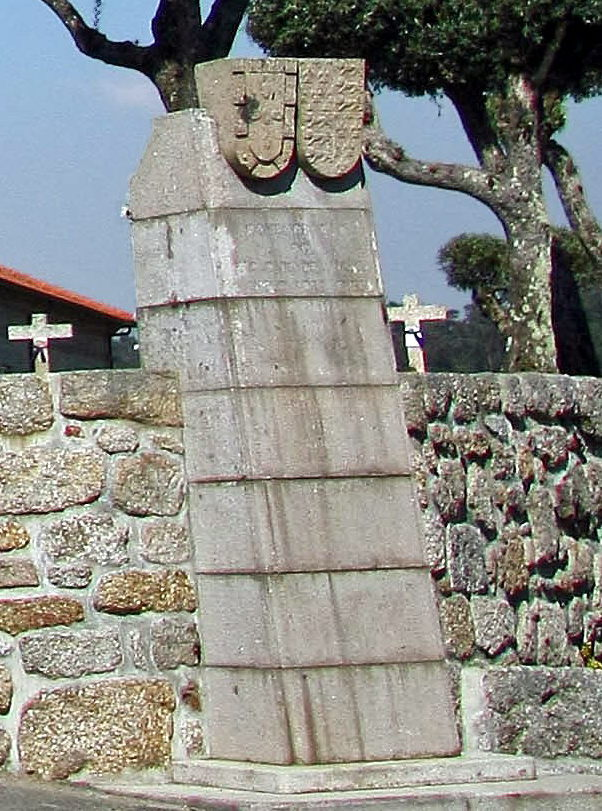
1953 errichtetes Denkmal für das anglo-portugiesische Abkommen von 1372 in Tagilde. Seit ihrem ersten Vertrag von 1275 sind Portugal und England verbündet, und damit die ältesten Verbündeten in Europa, vermutlich auch weltweit.

Im 12. Jh. sorgten die Kreuzfahrerrouten, zunehmend aber auch die Handelsrouten der Normannen und später der Italiener für einen zunehmenden Kontakt zwischen den britischen Inseln und Portugal, das sich dabei zu einer Handelsnation entwickelte, mit Handelsniederlassungen überall in Westeuropa, neben Flandern wurde vor allem London ein Schwerpunkt. England erhielt dabei vor allem Früchte, Salz, Olivenöl, Honig und Rohmaterialien (Leder, Wachs, Kork u. a.), während Portugal von England vor allem Textilien bekam. 1275 schlossen Portugal und England ein erstes Bündnis.
Mit dem Voranschreiten der spanischen Reconquista bis nach Gibraltar 1309 nahm auch die Sicherheit für den Mittelmeerhandel zu, und der stark wachsende italienische Handel ließ auch die Zwischenstation Lissabon wachsen und nicht nur zu einem Umschlagplatz u. a. für Engländer, Flamen und Italiener werden, sondern beflügelte auch den eigenen portugiesischen Handel weiter. 1353 schlossen England und Portugal einen ersten weitreichenden Handelsvertrag, der darin auch portugiesischen Fischfang um die britischen Inseln regelte, was bereits eine bedeutende portugiesische Seefahrt aufzeigt. 1372 folgte der Bündnisvertrag von Tagilde, und 1373 wurde mit dem anglo-portugiesischen Abkommen ein weiterreichendes Bündnis geschlossen.
Der Hundertjährige Krieg (1337–1453) und die damit verbundenen Verluste der französischen Weinbaugebiete für England ließen die britische Nachfrage nach portugiesischem Wein weiter steigen. Außerdem verstärkte der Krieg die atlantische und Europa tendenziell eher abgewandte Ausrichtung Englands, ähnlich Portugal, so dass ihre Wege sich häufig kreuzten und ihre Verbindung dadurch intensivierte.
Nach dem Tod des portugiesischen Königs D. Fernando I. 1383 fiel Portugal durch Erbfolge an den Nachbarn Kastilien. Mit der Revolution von 1383 wehrten sich die Portugiesen dagegen. Ihr erfolgreicher militärischer Anführer Nuno Álvares Pereira konnte sich dabei auch auf englische Hilfe stützen, etwa bei der Belagerung von Lissabon 1384 oder der entscheidenden Schlacht von Aljubarrota 1385. Der Windsor-Vertrag von 1386 schrieb diese Allianz danach fest. Er ist bis heute in Kraft. Zudem heiratete der neue portugiesische König D. João I. die englische Prinzessin Philippa of Lancaster und begründete mit ihr das Haus Avis, die zweite portugiesische Königsdynastie. Mit der Eroberung Ceutas 1415 leitete er danach auch den weiteren Aufstieg der Seefahrernation Portugals ein.
Durch Kriege und Eroberungen, aber auch durch mehrere Pestepidemien sank die Bevölkerungszahl, sowohl in England als auch in Portugal, wo durch den anhaltenden Aufstieg der Handelsstädte an der portugiesischen Küste die Arbeitskräfte im Landesinneren zusätzlich stark abnahmen und in der Folge auch die Nahrungsmittelproduktion. Portugal wurde dadurch zunehmend abhängig von Importen, insbesondere von Getreide aus England. Diese Importe wurden durch Exporte bezahlt, neben Salz und Olivenöl besonders Wein, dessen Herstellung die Nahrungsmittelproduktion in Portugal weiter reduzierte und die portugiesische Abhängigkeit verstärkte. Ab 1452 wurde zudem die portugiesische Insel Madeira zu einem bedeutenden Zuckerproduzenten, von dort gingen ab 1456 wachsende Mengen Zucker nach England.
Im Verlauf des 15. Jahrhunderts erwirtschaftete Portugal stark steigende Einkünfte aus seinem Überseehandel (Zucker, Öl- und Trangewinnung, Fischfang) und dem Handel mit Subsahara-Afrika (Elfenbein, Gold, Gewürze und Sklaven), womit es auch zum Wachstum der englischen Handelsnation beitrug. Hatte Portugal im 14. Jahrhundert seinen Schiffsbau durch Weiterentwicklung der italienischen Kenntnisse entscheidend entwickelt, so waren es nun die Engländer, die die portugiesischen Entwicklungen aufnahmen, um ihrerseits den eigenen Schiffsbau weiterzuentwickeln und im 16. Jahrhundert, neben den Niederlanden und Frankreich, zu einem Rivalen des portugiesischen (und spanischen) Weltreichs aufzusteigen. Portugal konnte seine ausgedehnten Handelsrouten und Überseebesitzungen nur unter wachsenden Anstrengungen aufrechterhalten gegen die britischen, holländischen und französischen Angriffe.
Als Portugals junger König D. Sebastião in der Schlacht von Alcácer-Quibir 1578 ohne Nachkommen gestorben war, drohte Portugal 1580 durch Erbfolge an Kastilien zu fallen. Thronanwärter António von Crato beanspruchte 1580 erfolglos den portugiesischen Thron und unternahm 1589 einen erneuten Versuch, den die britische Königin mit einer Kriegsflotte unter Leitung Francis Drakes unterstützte, der jedoch erfolglos blieb.
Nachdem es nun durch Erbfolge an Spanien gefallen war, erlebte Portugal und sein Weltreich einen Niedergang. Im Verlauf dieser Iberischen Union (1580–1640) verlor Portugal Einfluss und Handelsmacht auch an die Briten, die ab 1602 Portugals Besitzungen am Indischen Ozean bedrohten und die mit Hormus (1622) auch einen der Dreh- und Angelpunkte des wichtigen portugiesischen Fernost- und Indienhandels erlangten. Die englischen Angriffe auf portugiesische Besitzungen gingen weiter, bis zum englisch-portugiesischen Friedensvertrag 1635.

### 1640 bis 1880

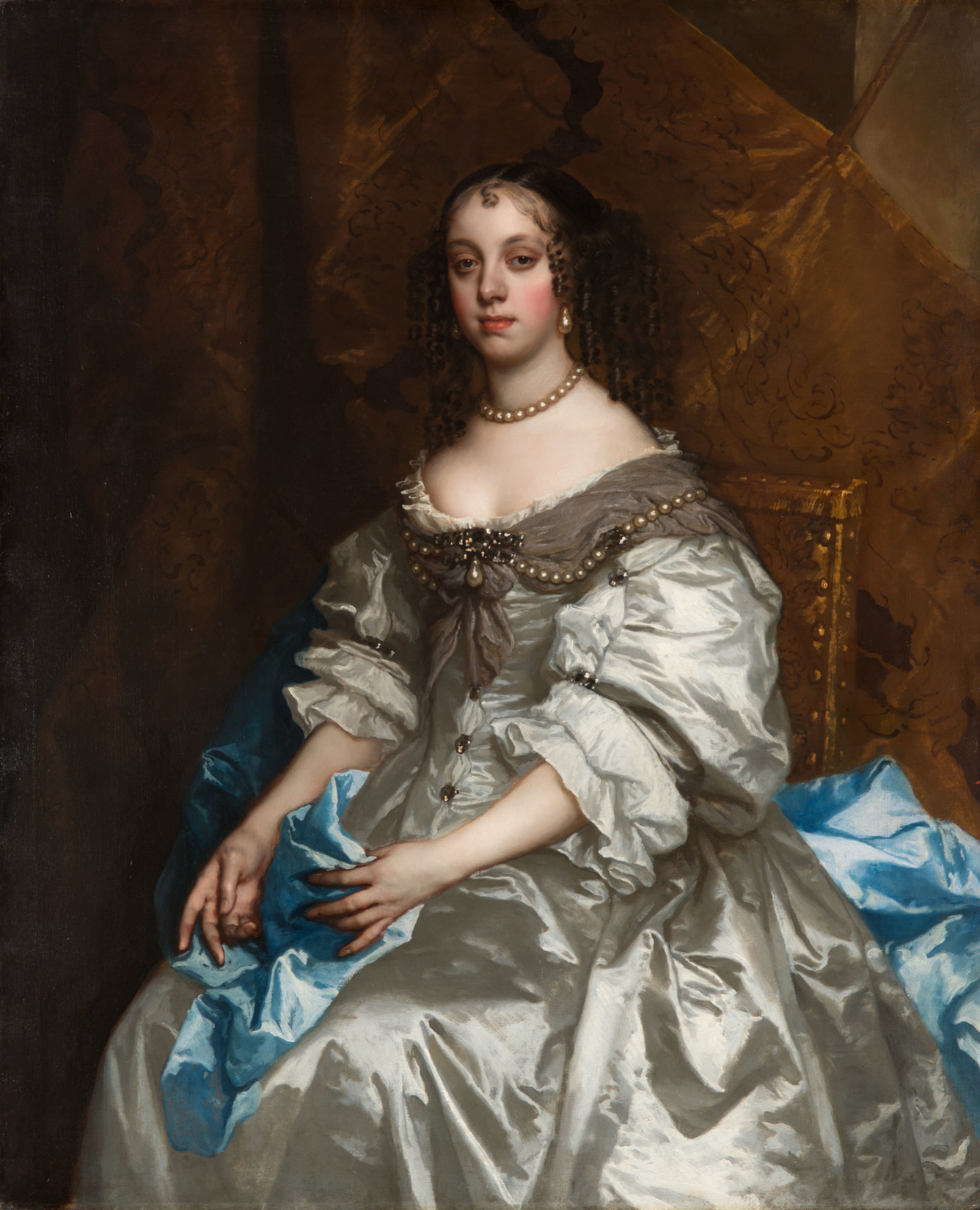
Die portugiesische Prinzessin Katharina von Braganza, die 1662 Englands König Charles II. heiratete. Auf sie geht die Britische Teekultur zurück.

Das seit 1640 wieder unabhängige Königreich Portugal stellte sich ab 1642 auf die Seite des englischen Königshauses gegen Cromwell und befand sich in der Folge von 1650 bis 1654 mit England im offenen Krieg. Das geschwächte Portugal musste sich der britischen Überlegenheit beugen und am 10. Juni 1654 in Westminster einen Friedensvertrag eingehen, der die portugiesischen Kolonien dem britischen Handel öffnete.
Nach der Wiedereinsetzung des britischen Königshauses 1660 heiratete der englische König Charles II. 1662 die portugiesische Prinzessin Catarina, die jedoch wegen ihres katholischen Glaubens nicht zur Königin gekrönt wurde. Der dazugehörige Vertrag von 1661 zwischen dem weiter verzweifelt um seine Unabhängigkeit kämpfenden Portugal und dem zur Weltmacht aufsteigenden Großbritannien umfasste umfangreiche Handelsabkommen wie Handelsprivilegien für Brasilien und Indien, das damit zu Portugals Handelspartner Nr. 1 wurde. Als Mitgift brachte Catarina zudem die wichtigen Hafenstädte Bombay in Indien und Tanger in Marokko mit, was die Expansion des britischen Weltreichs weiter förderte, nachdem die Engländer Portugal bereits einige ihrer indischen Besitzungen und 1658 Ceylon abgenommen hatten. Allerdings unterstützte England nun auch entschlossener die am Ende erfolgreiche Seite Portugals gegen Spanien im Restaurationskrieg (1640–1668) und trat als wesentlicher Vermittler des Friedensvertrages 1668 auf, der die portugiesische Unabhängigkeit endgültig besiegelte.
Die Erkenntnisse der Portugiesen als erste Europäer in Asien, insbesondere die systematische Arbeit der portugiesischen Jesuiten, die zudem den modernen Buchdruck nach Asien brachten, lieferten England die nötigen Informationen, um nun ihrerseits in Asien tätig zu werden und zielgerichtet agieren zu können.
Nach dem Pfälzischen Erbfolgekrieg (1688–1697) hatten die Briten keinen freien Zugang mehr zu französischen und niederländischen Häfen. Sie schlossen 1703 mit Portugal den Methuenvertrag, der besonders vorteilhafte Handelsbedingungen zwischen England und Portugal schuf. Auf Madeira und insbesondere am Dourotal und in Porto kam das Wein- und Portweingeschäft danach weitgehend in britische Hand, und Porto beherbergte eine große britische Handelskolonie. In der Folge geriet Portugal jedoch noch stärker in britische Abhängigkeit.
Nach ersten Versuchen in den 1660er Jahren, als der Conde de Torre (später Marquês de Fronteira) und der Conde Ericeira mit Fachleuten u. a. aus England erste Industriebetriebe aufbauen wollten, wurde ab 1712 mit englischen und französischen Technikern und Kapitalgebern eine Industrie in Portugal aufgebaut (Textilien, Glaswaren, Eisenwaren, Pulver, dazu neue Werften und Leder- und Papierfabriken). Sie lieferten zunächst nur wenige Ergebnisse, waren jedoch die Ausgangsbasis für die umfassenden Wirtschaftsreformen des als Marquês de Pombal bekannt gewordenen Staatsmannes Sebastião José de Carvalho e Melo, der die Wirtschaft Portugals nach dem Erdbeben von Lissabon 1755 modernisierte. Er war von 1738 bis 1745 Portugiesischer Botschafter in London gewesen und wandte nun nach dem früheren Beispiel Englands protektionistische Maßnahmen zum Schutz und zur Förderung der portugiesischen Wirtschaft an. In der Folge verbesserten sich die Staatsfinanzen und das zuvor große Außenhandelsdefizit mit England verringerte sich deutlich. Jedoch deckte die Industrieproduktion kaum den Inlandsbedarf, und Wein blieb das wichtigste Exportprodukt Portugals, der das Land wirtschaftlich an den Hauptabnehmer England gebunden hielt.
Der fortschreitende Preisverfall für Industrieprodukte begünstigte anhaltend die englische Industrie, die die Märkte weiter eroberte und um 1800 zu einem weitgehenden Zusammenbruch der portugiesischen Produktion zu Gunsten englischer Importe führte. Das parallel anhaltende Wachstum der portugiesischen Weinexporte in zahlreiche europäische Länder dank technischer und organisatorischer Verbesserungen (1756 ließ der Marquês de Pombal hier mit dem Alto Douro die weltweit erste gesetzlich definierte Weinregion einrichten) ermöglichten Portugal von 1780 bis 1809 dennoch insgesamt eine positive Außenhandelsbilanz. Dazu trugen seit dem 17. Jh. auch die großen Goldströme aus Brasilien bei, die jedoch zu einem großen Teil weiter nach England gingen, als Bedienung der Kapitalgeber und als Ausgleich des Außenhandelsdefizits.

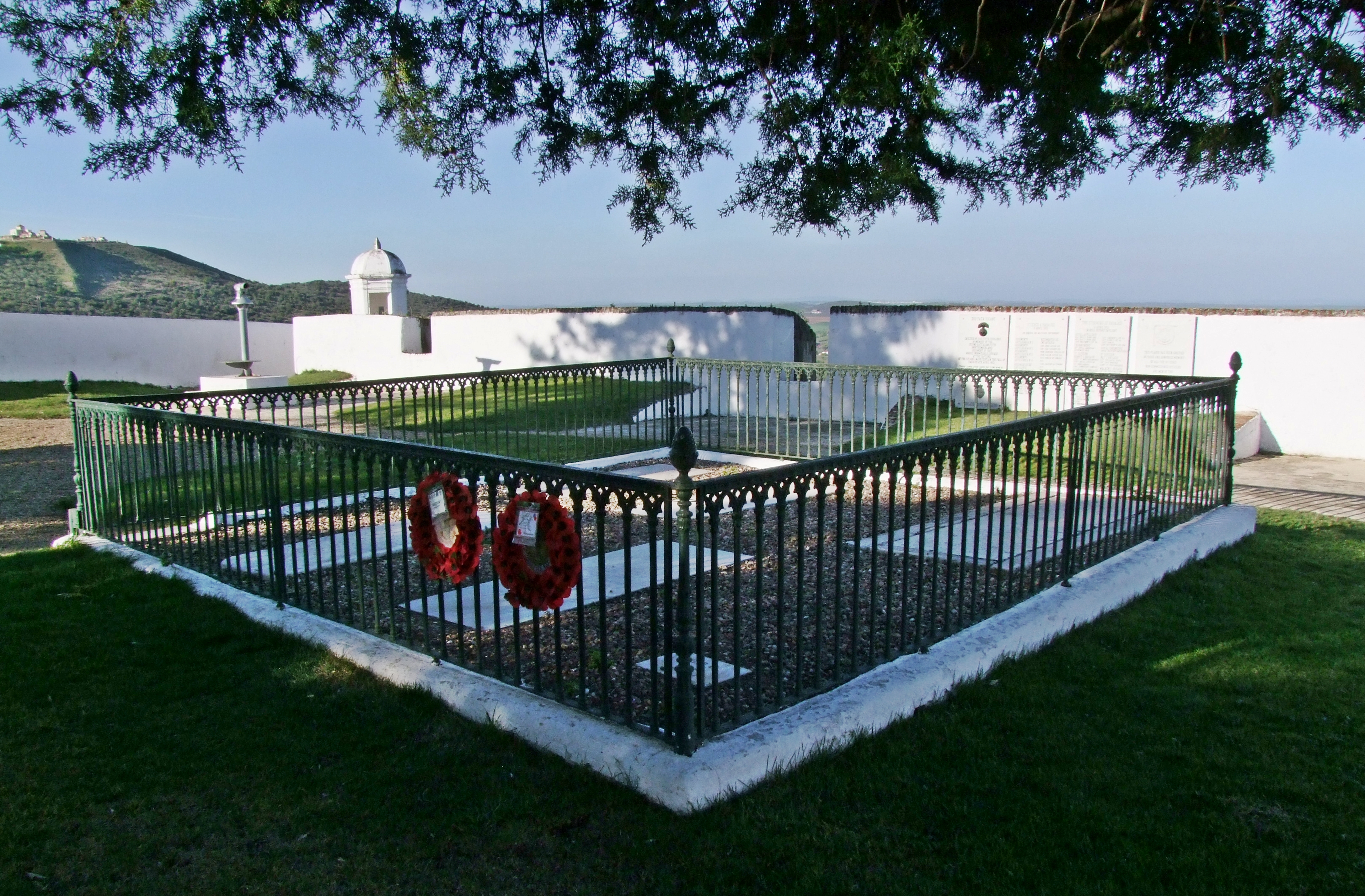
Der englische Friedhof (Cemitério dos Ingleses) in Elvas: Portugal konnte sich nur mit massivem Beistand britischen Militärs gegen die wiederholten Eroberungsversuche durch Napoleon Bonaparte zwischen 1808 und 1811 wehren.

Die Napoleonischen Invasionen ab 1808 verschlechterten dann die Lage Portugals weiter. Als Verbündeter Englands war Portugal als einziges relevantes Land Europas nicht der Kontinentalsperre des französischen Machthabers Napoleon Bonaparte beigetreten und erlitt nun mehrere französische Invasionsversuche zur Durchsetzung der Kontinentalsperre, die es jedoch mit britischer Hilfe abwehren konnte, nachdem der britische General Wellesley (der spätere Duke Wellington) 1808 mit einem Heer in Figueira da Foz landete und zusammen mit den portugiesischen Truppen erfolgreich Widerstand leistete und damit verhinderte, dass Napoleon sich gesamteuropäisch gegen Großbritannien durchsetzte. Das portugiesische Königshaus war vor der Invasion nach Brasilien geflohen und öffnete nun den Brasilienhandel vor allem für England, was die portugiesischen Staatsfinanzen stark belastete. Zudem erlebte die britische Industrie jetzt einen weltweit einzigartigen Aufschwung, nach seiner Entwicklung ab Mitte des 18. Jh. auch durch das lange fließende brasilianische Gold aus Portugal. Portugals hohe Einnahmen aus seinem Überseehandel konnten die stark wachsenden Forderungen besonders in England begleichen, wo so Investitionskapital entstand. Damit schufen die anhaltenden Kapitalzuflüsse aus Portugal einen wichtigen Faktor für die Industrielle Revolution in England.
Im Laufe des 19. Jh. versiegte das brasilianische Gold (Unabhängigkeit des Kaiserreichs Brasilien 1822). In der Folge wuchs das portugiesische Handelsdefizit mit England enorm an und verbesserte sich danach nur langsam, zu stark waren die Schäden an Industrie, Handel und Landwirtschaft durch die Kriegshandlungen zwischen französischen Invasoren und britisch-portugiesischer Verteidigung. Die Ideen der Französischen Revolution jedoch hatten hier verfangen, zudem kamen viele der exilierten portugiesischen Eliten mit liberalen Ideen aus England und Frankreich zurück, so dass es ab 1820 zur Liberalen Revolution in Portugal kam. Diese richtete sich zunächst gegen die britische Einflussnahme und die weiter anwesenden britischen Truppen unter Befehlshaber Beresford, die nun entwaffnet und aus der portugiesischen Armee entlassen wurden. Im folgenden Miguelistenkrieg (1832–1834) griffen die Briten erneut in Portugal ein und unterstützten zusammen mit Frankreich und Spanien die liberalen Anhänger des brasilianischen Kaisers und portugiesischen Königs D. Pedro I. gegen die absolutistischen Anhänger des Königs D. Miguel. Zwischenzeitlich war Brasilien 1822, auch unter britischem Druck, unabhängig geworden, was England größeren Einfluss und größere Absatz- und Investitionsmöglichkeiten dort gab und Portugal weiter in englische Abhängigkeit trieb. Erst 1842 milderte ein neuer Handelsvertrag mit Großbritannien die übertriebenen Handelsprivilegien wieder ab.
Die als Aufstand von Maria da Fonte bekannte liberale Volkserhebung 1846 und der anschließende achtmonatige Bürgerkrieg konnte von den konservativen Cartisten nur durch spanische und britische Hilfe gewonnen werden. Ein englisches Geschwader hatte dabei das aufständische Porto abgeriegelt und am 29. Juni 1847 in Gramido (Gemeinde Valbom) die Aufständischen zu einer ehrenvollen Aufgabe gezwungen.
Ab 1848 machte sich in ganz Europa eine Tendenz zur Nichteinmischung breit, so dass Interventionen Englands in Portugal ausblieben, gleichwohl es weiterhin ein Garant gegen spanische Einnahmeversuche und eine erneute Iberische Union war.
Unter Premierminister António Maria de Fontes Pereira de Melo ab 1871 erlebte Portugal eine Zeit rascher wirtschaftlicher Fortschritte und einen forcierten Ausbau seiner Infrastruktur. Größter Kapitalgeber war wieder Großbritannien, etwa beim Eisenbahn- und Straßenbau oder der Telekommunikation. In der Folge stiegen jedoch auch Portugals Auslandsschulden weiter, besonders bei den Briten. Die Staatsfinanzen Portugals blieben bis zum Ende des 19. Jh. überwiegend desolat.

### 1880 bis 1939

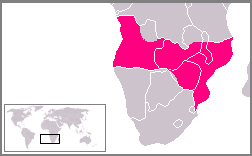
Die portugiesische Karte Mapa Cor-de-Rosa löste 1890 das britische Ultimatum aus, Tiefpunkt der britisch-portugiesischen Beziehungen.

Ab etwa 1880 beteiligten sich immer mehr europäische Staaten am Wettlauf um Afrika, um sich auf dem Nachbarkontinent Kolonien zu sichern und die eigene, zunehmend abgeschottete Wirtschaft nach dem Börsenkrach von 1873 wieder anzukurbeln. In dieser zunehmenden Hochphase des europäischen Imperialismus wuchs das Britische Empire schließlich zum größten Weltreich der Geschichte.
1887 stellte der portugiesische Außenminister Henrique Barros Gomes der Öffentlichkeit eine Karte „Portugiesisch-Südafrikas“ vor, auf der die portugiesischen Kolonien Angola und Mosambik miteinander verbunden waren. Das betreffende Gebiet war dort rosa eingefärbt, und die Karte ging als Mapa cor der rosa (dt. Rosafarbene Karte) in die Geschichte ein. Diese Pläne standen im Widerspruch zum britisch beanspruchten Herrschaftsgebiet, das der britische Kolonialpolitiker Cecil Rhodes mit seinem Spruch „vom Kap bis Kairo“ zusammenfasste (siehe auch Kap-Kairo-Plan). Es folgte das britische Ultimatum an Portugal von 1890, das nationale Empörung auslöste, die Schwäche der portugiesischen Regierung offenbarte und die republikanischen Kräfte stärkte, die sich im Oktober 1910 schließlich mit der Ausrufung der Portugiesischen Republik durchsetzten. Das Anglo-portugiesische Abkommen von 1891 regelte zwar danach die Grenzziehungen im südlichen Afrika, und der Einfluss des beträchtlichen englischen Kapitals in Mosambik verhinderte bedeutenden Widerstand vor Ort. Doch stellte das britische Ultimatum politisch einen außerordentlichen Tiefpunkt in den langen britisch-portugiesischen Beziehungen dar, verstärkt durch das britisch-deutsche Abkommen 1898 (Angola-Vertrag), das im Falle eines drohenden portugiesischen Staatsbankrotts eine Aufteilung Angolas, Mosambiks und Timors unter sich vorsah. Die alarmierte portugiesische Diplomatie konnte 1899 im Geheimvertrag von Windsor mit Großbritannien jedoch alle Punkte von 1898 außer Kraft setzen, auch ein Resultat der zunehmenden Rivalität der europäischen Großmächte. Zudem näherten sich die beiden Verbündeten nach Ausbruch des Zweiten Burenkriegs 1899 wieder an, als Großbritannien die Häfen des portugiesischen Mosambiks brauchte und im Gegenzug die Unversehrtheit der portugiesischen Besitzungen garantierte.

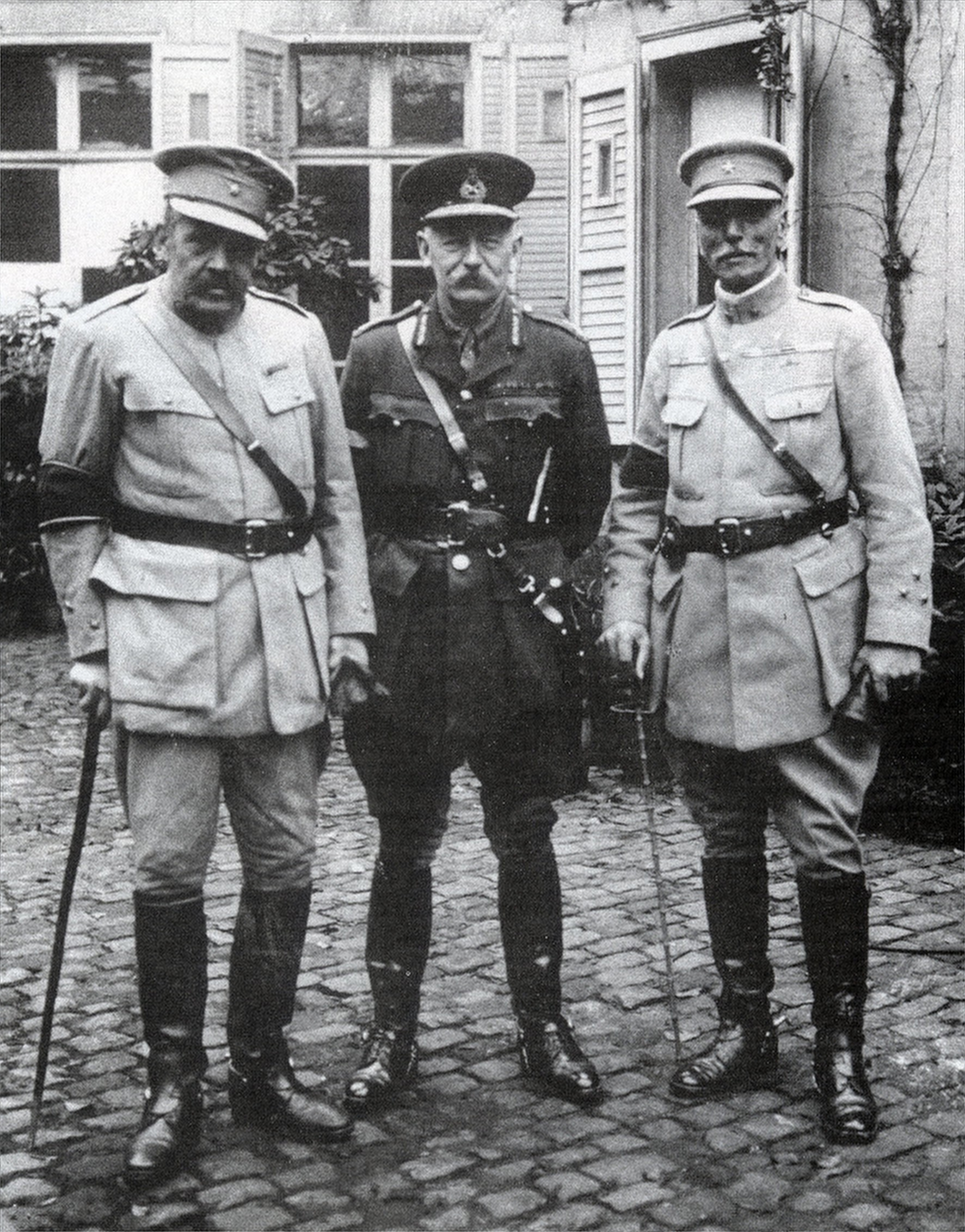
Die portugiesischen Generäle Tamagnini de Abreu und Gomes da Costa, zusammen mit dem britischen General Haking (1918): im Ersten Weltkrieg waren Portugal und das Vereinigte Königreich Alliierte.

Um 1900 war England weiterhin der wichtigste Handelspartner Portugals. Handel und Industrie Portugals befanden sich zu einem Viertel in ausländischer Hand, davon die Hälfte in britischem Besitz, und das Handelsdefizit Portugals mit England wuchs weiter stark. Neben den portugiesischen Goldmünzen war hier auch das britische Goldpfund gültig, und England war Hauptgläubiger der portugiesischen Staatsschulden.
Nach dem Sturz der Monarchie 1910 ging der abgedankte König D. Manuel II. in Exil nach Großbritannien, und Portugal wurde eine der ersten Republiken in Europa. Am 10. November 1910 erkannte die britische Regierung die Republik Portugal de facto an, am 11. September 1911 erfolgte auch die Anerkennung de jure. Die junge Republik fasste eine Reihe Grundsätze, darunter auch die Bekämpfung der Abhängigkeit vom Vereinigten Königreich.
Bei Ausbruch des Ersten Weltkriegs blieb Portugal zunächst neutral. Unter dem Eindruck der Ereignisse schlossen beide Länder jedoch am 16. November 1914 die luso-britannische Konvention, die den Fortbestand ihrer historischen Bündnisse bekräftigt. Nach ersten deutsch-portugiesischen Scharmützeln (u. a. Kampf um Naulila 1914) beschlagnahmte Portugal dann im Februar 1916 auf Bitten Großbritanniens die 72 deutschen Schiffe, die sich in portugiesischen Häfen befanden und den britischen Handelsverkehr im Atlantik anhaltend erschwerten. Am 9. März 1916 erklärte das Deutsche Reich Portugal den Krieg, und Portugal wurde an der Seite Großbritanniens Teil der Alliierten. Das Portugiesische Expeditionskorps mit zeitweise über 56.000 Soldaten war dem britischen Oberkommando unterstellt und kämpfte ab Februar 1917 ganz überwiegend in Flandern, mit hohen Verlusten (über 14.000). U. a. die zentrale Prachtstraße in Porto, die Avenida dos Aliados, erinnert seither daran.
Nach dem Krieg erlebte die Republik immer mehr innere Unruhen. 1918 setzte Regierungschef Sidónio Pais die Verfassung außer Kraft und errichtete eine neue Regierung mit autoritären Zügen. Am 16. Mai 1918 erkannte Großbritannien die neue Regierung an. Die innere Instabilität in Portugal nahm jedoch weiter zu, insbesondere durch die Rechte, die 1926 schließlich mit einem Militärputsch die Demokratie beendete. Aus ihr ging 1932 die semi-faschistische Estado Novo-Diktatur hervor. Großbritannien reagierte zunächst erleichtert, in Erwartung größerer Stabilität und Sicherheit für seine Interessen vor Ort. Portugals Diktator Salazar bekräftigte das Bündnis mit England und wertete es weiter auf, betrieb gleichzeitig aber eine Politik der größeren Unabhängigkeit, auch wirtschaftlich, durch zunehmende Hinwendung auch zu anderen Ländern und intensiverer Beziehungen zu seinen Kolonien.

### Seit 1939

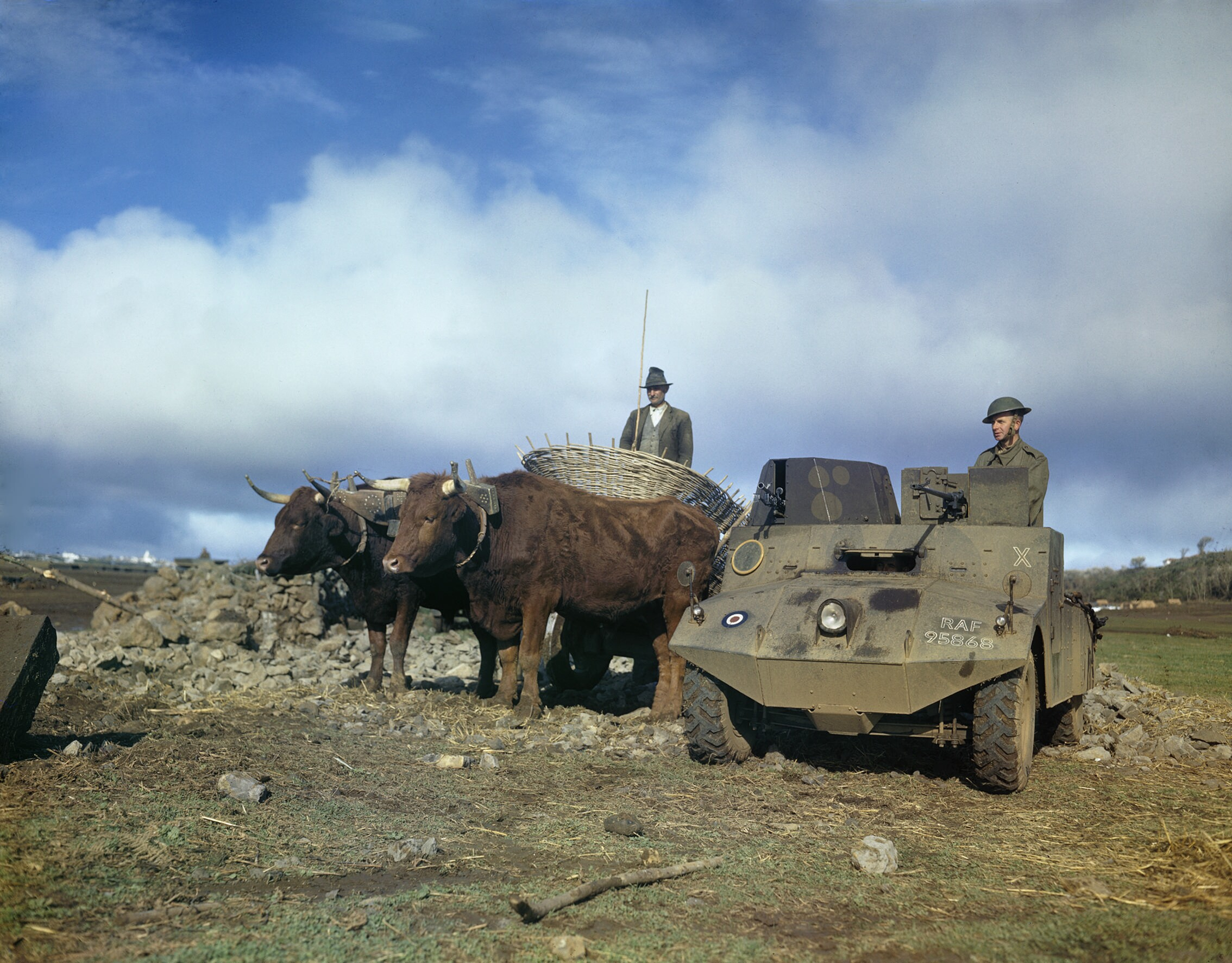
Soldat der Royal Air Force neben einem lokalen Landwirt auf den Azoren 1944. Die Überlassung der strategisch wichtigen Base Aérea das Lajes begünstigte deutlich die alliierte Luft- und Seehoheit im Zweiten Weltkrieg.

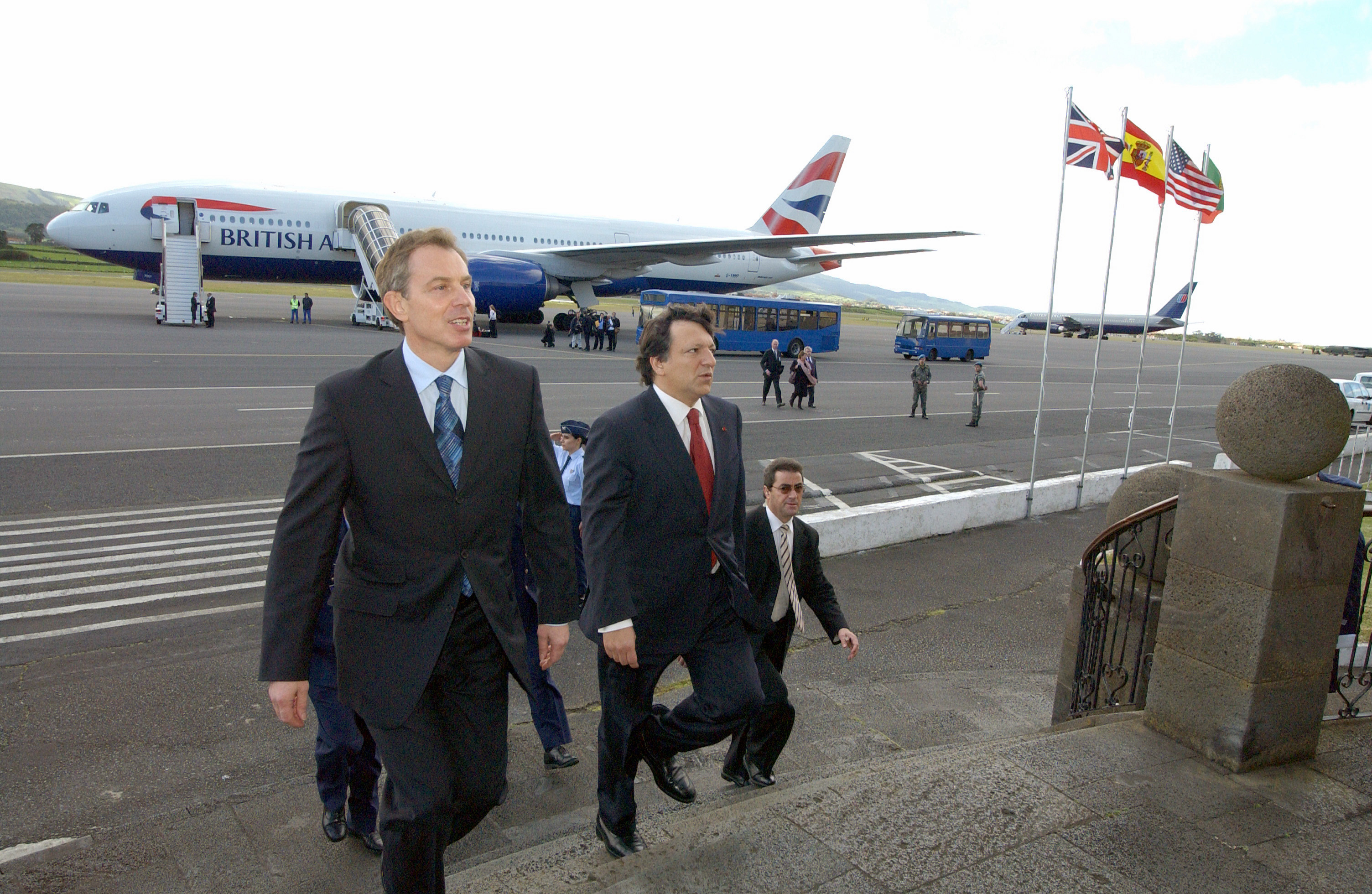
Blair und Barroso auf den Azoren am 17. März 2003, zur Vorbereitung des Irakkriegs.

Bei Ausbruch des Zweiten Weltkriegs 1939 blieb Portugal politisch neutral, zwischen seiner Bündnistreue zu Großbritannien und seiner relativen Nähe zu den faschistischen Achsenmächten. Wirtschaftlich konnte es dabei profitieren, in dem es mit beiden Seiten Geschäfte betrieb und seine Finanzlage verbesserte. Auf alliierten Druck erlaubte das Regime seinem britischen Verbündeten 1943 die Nutzung des strategisch wichtigen Luftwaffenstützpunkts von Lajes auf dem Azorenarchipel, verringerte aber mit Hilfe des Iberischen Blocks mit dem ebenfalls klerikalfaschistischen Spanien weiter seine britische Abhängigkeit.
Nach Ende des Weltkriegs 1945 gehörten Portugal und das Vereinigte Königreich zu den Begründern des nordatlantischen Verteidigungsbündnisses NATO. Verbunden in ihrer antikommunistischen Haltung und ihrer Kolonialpolitik vor allem im südlichen Afrika, blieben die Beziehungen gut (bilaterale Konsultationen, Besuch Elisabeth II. in Portugal 1957). Jedoch entwickelten sich beide Staaten nun in unterschiedlichen Richtungen: während die Briten ihre Kolonien nach und nach in die Unabhängigkeit entließen, bestand Diktator Salazar auf die überseeische Tradition Portugals und geriet ab 1961 immer tiefer in die Portugiesischen Kolonialkriege. Wirtschaftlich konnte sich Portugal halbwegs gut halten. Großbritannien, das wie Portugal 1960 die Europäische Freihandelsassoziation (EFTA) mitbegründete, blieb wichtigster Handelspartner und Gläubiger, doch ermöglichten eine zunehmende Industrieproduktion, höhere Exporte und einsetzende Einnahmen aus Tourismus und den Rücküberweisungen der portugiesischen Gastarbeiter in aller Welt eine abnehmende Abhängigkeit Portugals vom Vereinigten Königreich. 1973 trat Großbritannien zur Europäischen Wirtschaftsgemeinschaft (heute EU) über, während Portugal in der schrumpfenden EFTA verblieb und trotz anhaltendem Wachstum den Anschluss an das sehr viel stärker wachsende Europa weiter verlor. Auch politisch war Portugal zunehmend isoliert, nachdem sich in den 1960er Jahren auch Großbritannien weitgehend aus Afrika zurückgezogen hatte. Die Beziehungen zu Großbritannien ließen politisch nach, blieben aber insgesamt gut. So wurden Briten schnell die wichtigste Urlaubergruppe im zunehmenden Fremdenverkehr Portugals, und es kamen seit den 1970er Jahren tausende Portugiesen als Gastarbeiter in das Vereinigte Königreich.
Mit dem Ende der Diktatur nach der Nelkenrevolution 1974 wurde Portugal zunehmend westlich eingebunden und trat 1986 der EU bei. Dabei intensivierten sich die anglo-portugiesischen Beziehungen weiter, politisch, wirtschaftlich und zivilgesellschaftlich, doch ging die relative Bedeutung Großbritanniens für Portugal dabei zurück, da das Land sich nun sehr stark europäisch orientierte und zudem seine Beziehungen zu den ehemaligen, seit 1975 unabhängigen Kolonien immer weiter intensivierte (Gründung der Gemeinschaft der Portugiesischsprachigen Länder 1996). Großbritannien war nun nicht mehr wichtigster Handelspartner, blieb jedoch von besonderer Bedeutung für Portugal, sowohl wirtschaftlich als auch politisch und gesellschaftlich, und auch militärisch, wie sich in der guten Kooperation in der NATO zeigt oder auch im Vorfeld des Irakkriegs 2003, als Portugals Premier José Manuel Barroso (allerdings entgegen der öffentlichen Meinung in Portugal) in einer Konferenz mit dem britischen Premier Tony Blair, dem US-Präsidenten Bush und dem spanischen Premier Aznar auf den portugiesischen Azoren die Invasion des Iraks verabredeten. So finden regelmäßig gegenseitige Staatsbesuche auf allen Ebenen statt, die Staatspräsidenten Portugals besuchen nach ihrem Amtsantritt traditionell auch das Vereinigte Königreich, Königin Elisabeth II. kam 1985 erneut nach Portugal, und wie schon Churchill machen auch andere britische Premierminister immer wieder Urlaub in Portugal, insbesondere David Cameron. Nach dem Austritt des Vereinigten Königreichs aus der EU Ende 2020 blieben die Beziehungen gut.

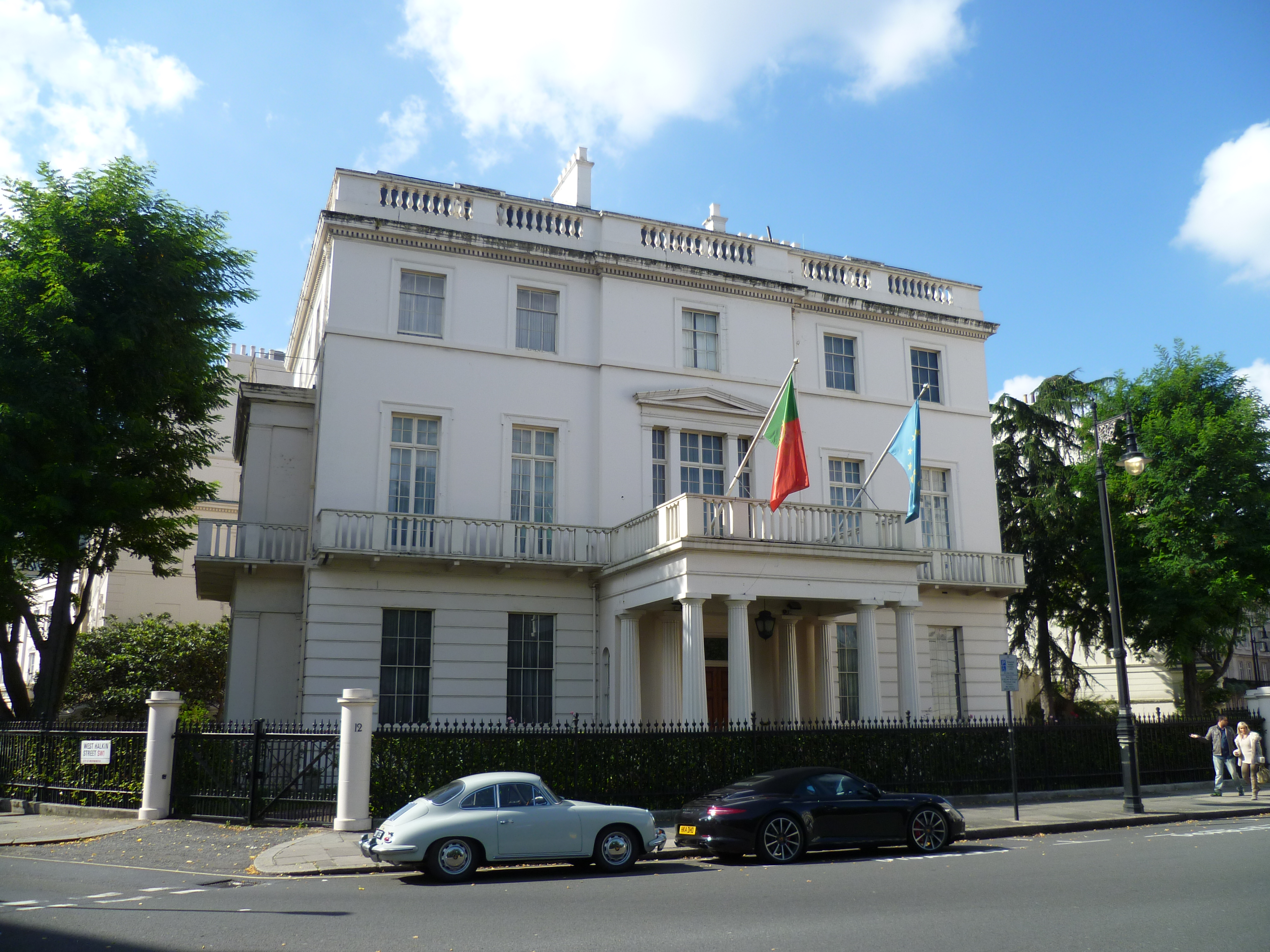
Die portugiesische Botschaft in London

## Diplomatie
Das Vereinigte Königreich unterhält seine Botschaft in der portugiesischen Hauptstadt Lissabon. Zudem ist ein Vize-Konsulat in Portimão an der Algarve eingerichtet.
Portugal hat seine Botschaft in der britischen Hauptstadt London. Daneben sind zwei Generalkonsulate in London und Manchester und Honorarkonsulate in Belfast, Edinburgh, Hamilton und Saint Helier auf der Kanalinsel Jersey eingerichtet.

## Städtefreundschaften
Die vielschichtigen britisch-portugiesischen Beziehungen drücken sich auch auf kommunaler Ebene aus, insbesondere in Form von Städtefreundschaften. 1983 gingen Bristol und Porto die erste britisch-portugiesische Städtepartnerschaft ein. Seither sind je 14 britische und portugiesische Ortschaften Beziehungen eingegangen oder bahnen sie an.

## Migration

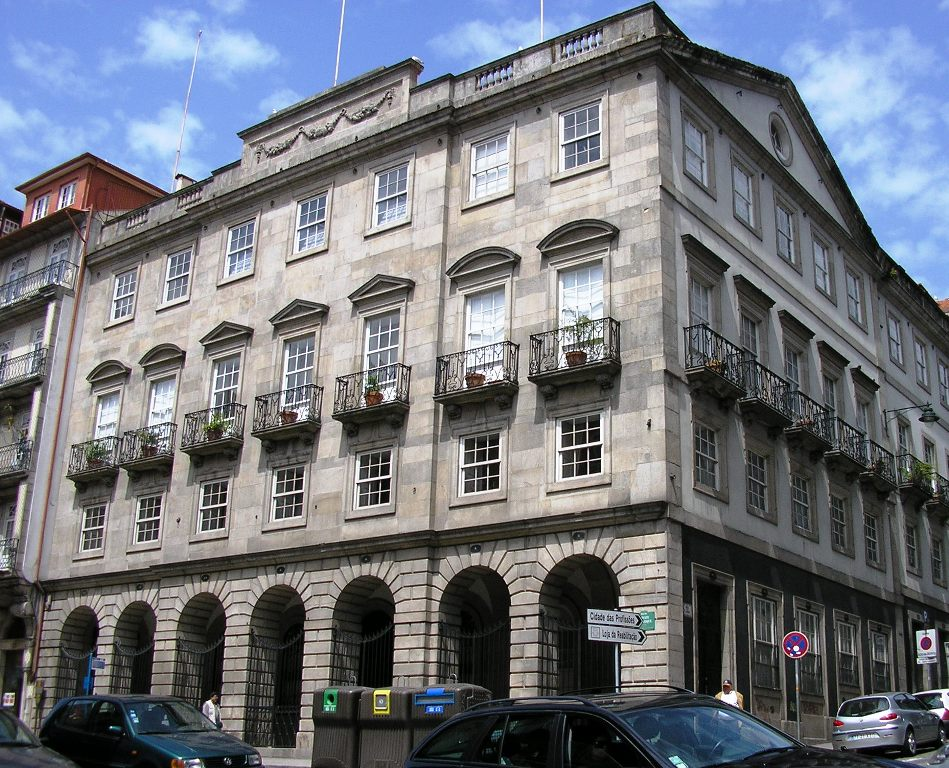
Die Feitoria Inglesa in Porto, wo sich insbesondere seit dem 17. und 18. Jahrhundert eine bedeutende britische Gemeinde bildete.

Seit Jahrhunderten siedeln sich Briten in Portugal und Portugiesen in Großbritannien an. Insbesondere britische Handelsfamilien haben z. T. eine jahrhundertealte Präsenz in Portugal, darunter Namen wie Sandeman, Forrester, Symington oder Taylor, die den Portweinhandel seit dem 17. Jahrhundert mitprägten. Im 20. Jahrhundert wurde das Land und insbesondere die sonnenreiche Algarveküste mit ihren Stränden und Golfplätzen dann zu einem beliebten Urlaubsziel und Altersruhesitz der Briten.
Im Jahr 2019 waren 34.358 britische Staatsangehörige in Portugal gemeldet, davon mit gut der Hälfte die meisten an der Algarve, aber auch in jedem anderen der 18 Festlandsdistrikte und zwei autonomen Inselarchipelen Azoren und v. a. Madeira leben Briten.
Die Summe Ihrer Rücküberweisungen 2019 betrug 4,3 Mio. Euro (2015: 5,94 Mio., 2010: 10,75 Mio., 2005: 9,06 Mio., 2000: 3,81 Mio.)
Im Gegenzug sind durch die Jahrhunderte immer auch Portugiesen, vor allem Händler und Adlige nach Großbritannien übersiedelt, aber auch Seefahrer, die sich um die britischen Entdeckungsreisen verdient machten (beispielsweise in Bristol João Gonçalves und João Fernandes Lavrador). Wenn auch in geringerer Zahl als Briten in Gegenrichtung, so bildeten sich dennoch große portugiesische Gemeinden und Handelskolonien in England, insbesondere in London, etwa ab dem 13. Jh. oder im 16. und 17. Jh. Unter den bekanntesten Beispielen sind die mit Gedenkschildern an ihren früheren englischen Wohnhäusern erinnerte Zeit des Marquês de Pombal am Golden Square (nahe Piccadilly Circus in London) oder auch des portugiesischen Konsuls und Schriftstellers José Maria Eça de Queirós (No. 38, Stoke Hill) in Bristol. Die portugiesische Schauspielerin Sime Seruya lebte von 1906 bis zu ihrem Tod 1955 in Großbritannien und gehörte zu den aktivsten sozialistischen Suffragetten in London. 
Die Zahl portugiesischer Staatsbürger im Vereinigten Königreich nahm dann ab den 1960er Jahren stärker zu, als zunehmend Portugiesen ihr Land wegen der schwierigen wirtschaftlichen Lage verließen, aber auch vor dem Wehrdienst in den Portugiesischen Kolonialkriegen flohen. In Folge der Eurokrise 2010 nahm die portugiesische Zuwanderung dann besonders stark zu. Insbesondere Akademiker, Facharbeiter und Krankenpfleger kamen nun nach Großbritannien.
Lag die Zahl der portugiesischen Bürger Großbritanniens im Jahr 2005 noch bei 73.000, so überstieg sie 2010 erstmals die Marke von 100.000 und wuchs weiter bis 251.000 im Jahr 2019.
Die Summe Ihrer Rücküberweisungen betrug 359,62 Mio. Euro im Jahr 2019 (2015: 254,96 Mio., 2010: 94,62 Mio., 2005: 147,17 Mio., 2000: 195,76 Mio.). Dabei spielt auch der schwankende Wechselkurs des Britischen Pfunds zum Euro eine deutliche Rolle.

## Wirtschaft

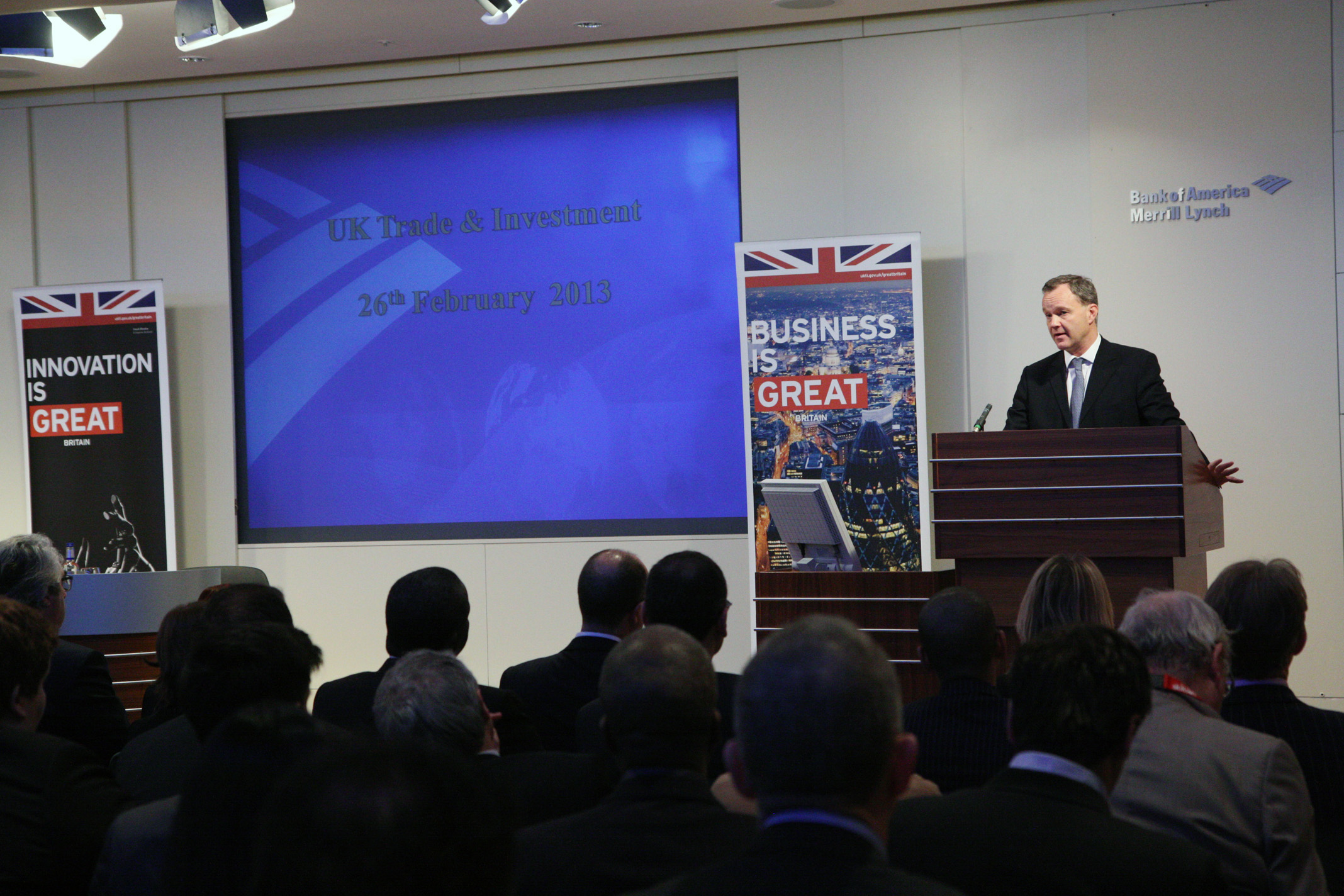
Der britische Außenpolitiker Mark Simmonds spricht zum Thema „Partnerschaften mit portugiesischen Unternehmen als Schnellstraße zu den Märkten Afrikas“ (2013).

Der bilaterale Handel ist seit je her von einiger Bedeutung und wuchs im Laufe der gemeinsamen EU-Mitgliedschaft weiter an. Bis heute gehört Großbritannien zu den wichtigsten Handelspartnern Portugals, während Portugal als weitaus kleinerer Handelspartner auch weniger direkte Bedeutung für den britischen Außenhandel hat, dafür aber als Eingangstor zum portugiesischsprachigen Raum und als Wachstumsmarkt bedeutsam ist.
Im Jahr 2019 belief sich das bilaterale Handelsvolumen auf 5,731 Mrd. Euro, mit einem Handelsbilanzüberschuss zu Gunsten Portugals von 1,527 Mrd. Euro. Dabei nahm das Vereinigte Königreich 6,1 % (Platz 4) der portugiesischen Exporte auf und lieferte 2,6 % (Platz 8) der Importe Portugals.
Die portugiesischen Exporte nach Großbritannien im Jahr 2019 betrugen 3,628 Mrd. Euro, wovon 21,4 % Fahrzeuge und Fahrzeugteile, 17,5 % Maschinen und Geräte, 7,6 % Metalle und Metallwaren, 7,0 % Bekleidung und 6,4 % Lebensmittel waren.
Im gleichen Zeitraum exportierte das Vereinigte Königreich im Wert von 2,102 Mrd. Euro nach Portugal, davon 23,0 % Maschinen und Geräte, 18,8 % chemische Erzeugnisse, 10,4 % Kraftstoffe, 10,3 % Fahrzeuge und Fahrzeugteile, und 8,9 % Metalle und Metallwaren.
Es bestehen gegenseitige Handelskammern, die Portuguese Chamber - The Portuguese UK Business Network in London und die Câmara de Comércio Luso Britânica in Lissabon. Die portugiesische Außenhandelskammer AICEP unterhält eine Niederlassung an der portugiesischen Botschaft in London.

## Kultur

### Institutionen

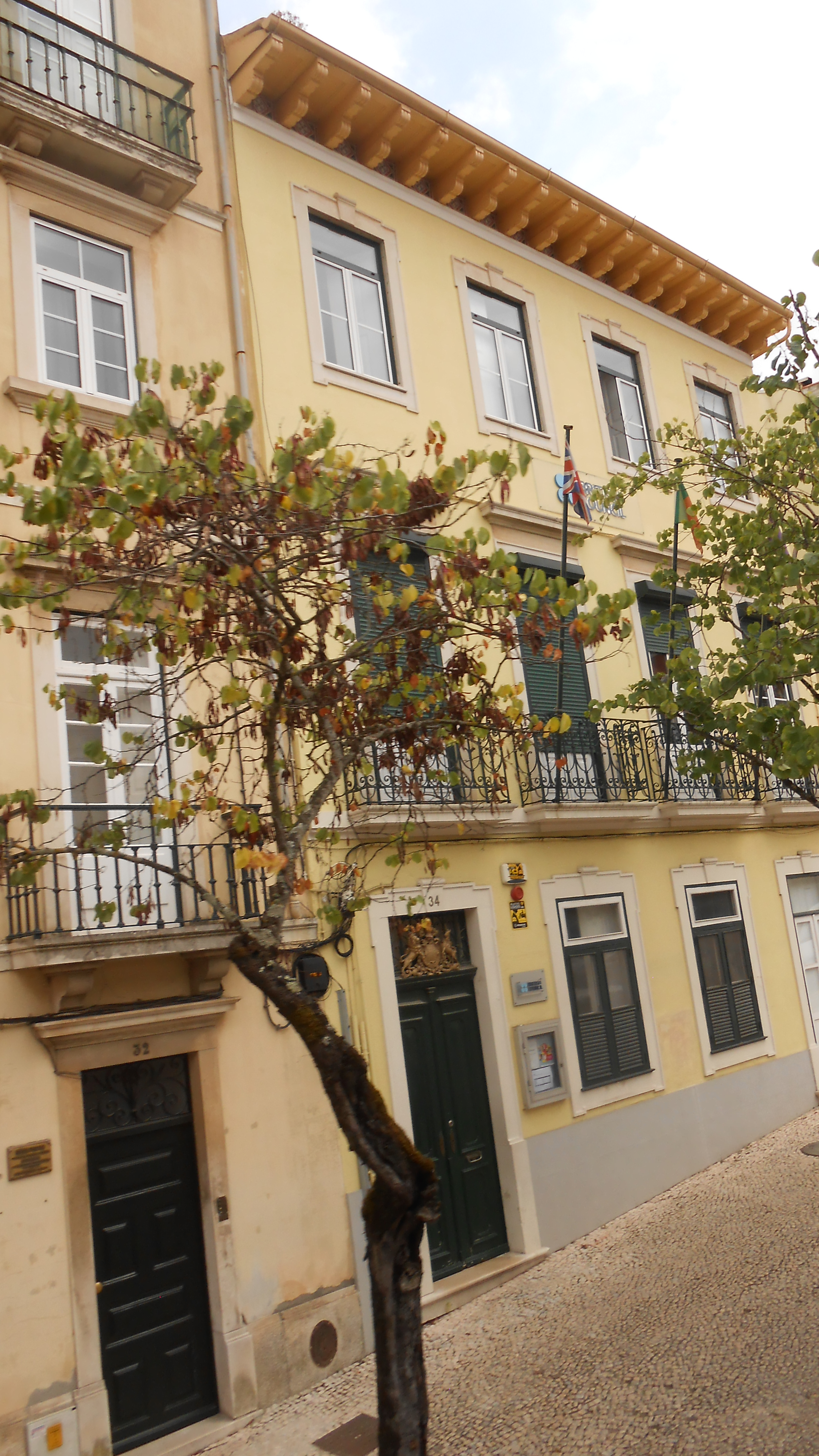
Das British Council in Coimbra, unweit der Universität Coimbra.

Das portugiesische Kulturinstitut Instituto Camões ist in Großbritannien u. a. mit vier Sprachzentren (Edinburgh, Leeds, Newcastle und Oxford) und einer Vielzahl Kooperationen und Lektoraten an zahlreichen Hochschulen des Vereinigten Königreiches vertreten.
Das britische Pendant, das British Council, unterhält in Portugal Niederlassungen in Coimbra, Lissabon, Miraflores, Porto und Foz do Douro und Parede, beide bei Porto.
Neben den kulturellen Aktivitäten der Freundschaftsgesellschaft Anglo-Portuguese Society war die 1986 gegründete Anglo-Portuguese Foundation (später Portugal 600 und danach in Portugal Arts Trust umbenannt) ein bedeutender Faktor im bilateraler Kulturaustausch. Vom Direktor der Londoner Niederlassung der portugiesischen Gulbenkian-Stiftung mitbegründet, veranstaltete sie u. a. Konzerte, Ausstellungen, Konferenzen und initiierte Übersetzungen portugiesischer Literatur und Geschichtswerke ins Englische. Seit dem Ende des Portugal Arts Trust um 2005 kümmert sich der Kulturattaché der portugiesischen Botschaft in London um diese Initiativen.

### Literatur

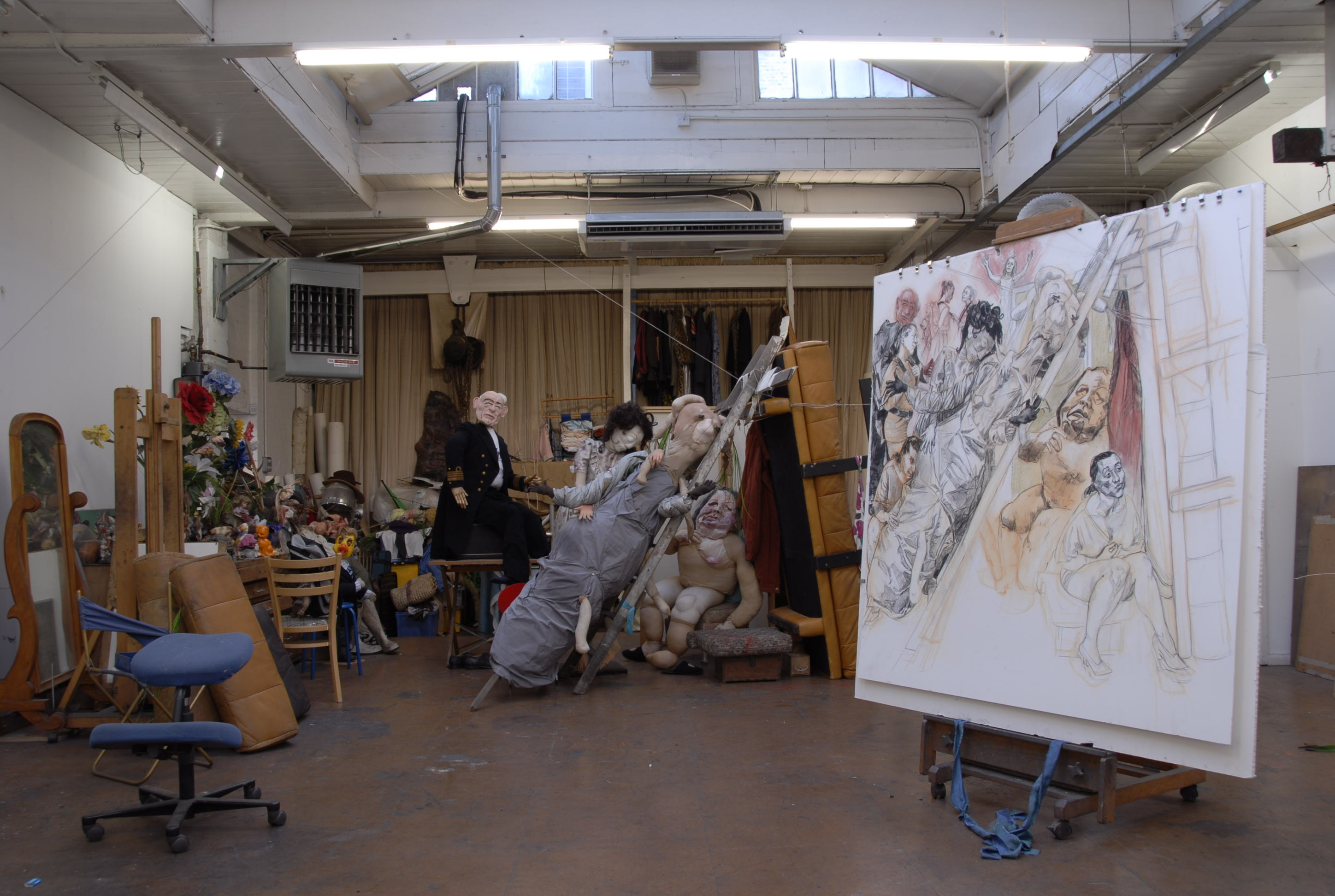
Paula Regos Atelier in London (2007).

### Malerei
Künstler beider Länder stellen regelmäßig im jeweils anderen Land aus und beziehen dort auch immer wieder Residenz. Die mit England vielfältig verbundene Malerin Paula Rego ist ein bekanntes Beispiel. Beachtet wurden auch die Zeiten, die der britische Premierminister Winston Churchill mit Malen auf der portugiesischen Insel Madeira verbrachte.

### Film
Es kommt immer wieder zu Zusammenarbeiten zwischen dem Britischen Film und dem Portugiesischen Kino, mit so verschiedenen Beispielen wie dem 1966 erschienene Erfolgsfilm „Willkommen, Mister B.“ der britischen Regisseure Ronald Neame und Cliff Owen oder der 1969 in Portugal gedrehte „James Bond 007 – Im Geheimdienst Ihrer Majestät“, aber auch Independent-Filme wie das britisch-portugiesische Drama „That Good Night“ oder das Fußballdrama „Star Crossed“, das der britische Regisseur Mark Heller 2009 in Porto drehte. Auch Koproduktionen sind zu nennen, etwa „Os Imortais“ im Jahr 2003, „Ausgespielt – Bearskin“ (1989, mit Damon Lowry, Charlotte Coleman und Tom Waits in den Hauptrollen) oder „Harte Zeiten für unsere Zeiten“, der 1988 der portugiesische Kandidat für den Auslands-Oscar war.
Filme beider Länder laufen regelmäßig auch auf Filmfestivals des jeweils anderen Landes. Beim portugiesischen Fantasporto beispielsweise, dem wichtigsten Fantasyfilm-Festival des Landes, gewannen mehrmals britische Produktionen.
Der britische Schauspieler Michael Lonsdale wirkte 2012 in einer Hauptrolle in „O Gebo e a Sombra“ mit. Dies war der letzte Langfilm des portugiesischen Regisseurs Manoel de Oliveira, der ihn im Alter von 104 fertig stellte.
Die portugiesische, englischsprachige Feel-Good-Produktion The Right Juice (2014) spielt an der Algarve und wurde mit portugiesischen und britischen Schauspielern besetzt, darunter Mark Killeen in der männlichen Hauptrolle.
Der britische Regisseur Craig Viveiros stammt aus Portugal, und die portugiesischen Schauspielerinnen Beatriz Batarda und Catarina Wallenstein wurden in London geboren.

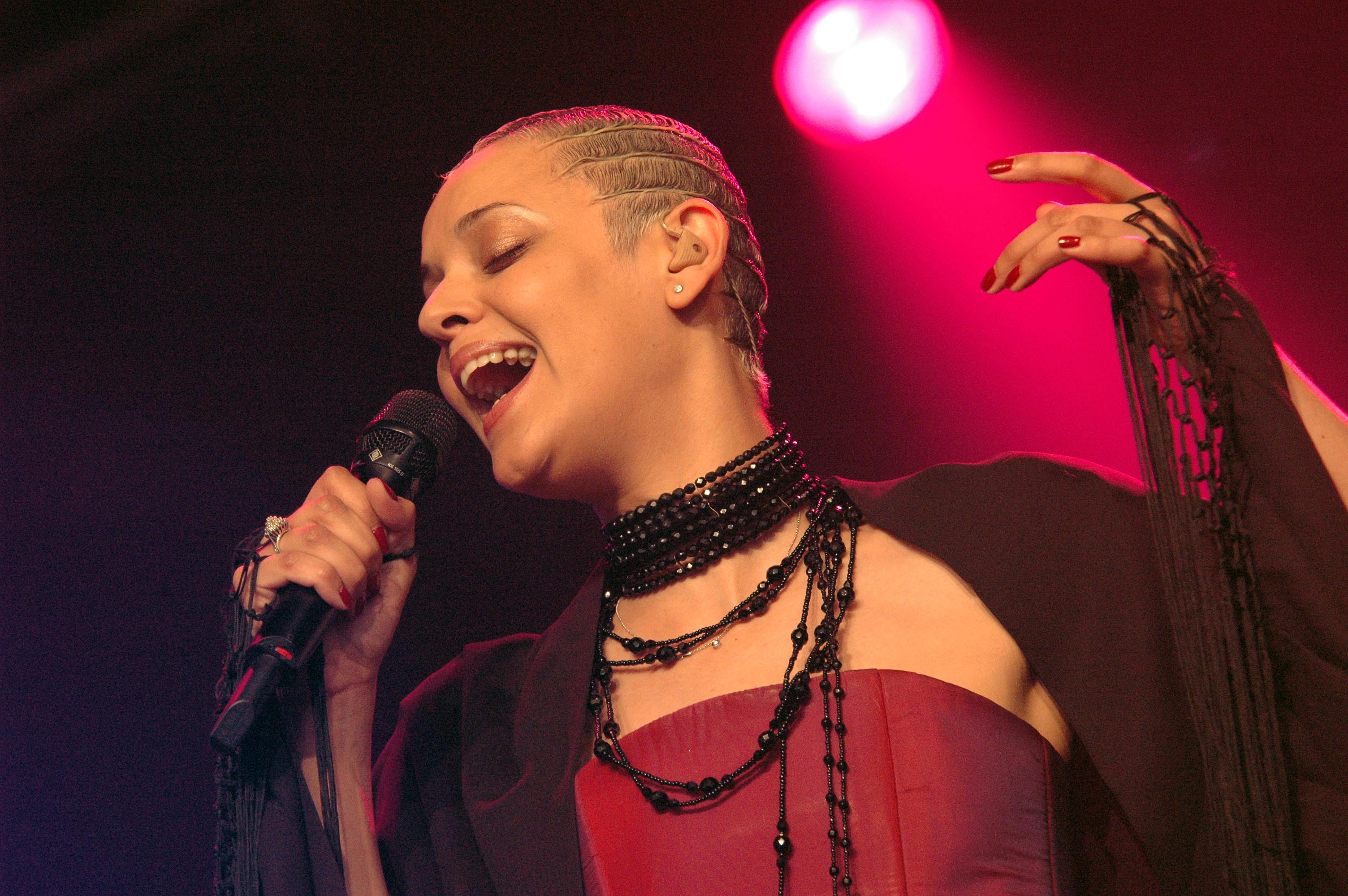
Mariza 2004 im englischen Cambridge.

### Musik
Die Fado-Sängerin Mariza begann ihre internationale Karriere insbesondere über die Aufmerksamkeit, die ihr in Großbritannien zuteilwurde (von Beginn an zahlreiche Gastspiele, 2003 BBC Radio 3 Awards for World Music, 2004 Tournee mit DVD-Veröffentlichung Live in London).
Der portugiesische Pianist Artur Pizarro (* 1968 in Lissabon) lebt und arbeitet überwiegend in England.
Die Sängerin und Gitarristin der 1977 gegründeten englische Post-Punk-Band The Raincoats, Ana da Silva, stammt von der portugiesischen Insel Madeira.
Die Band The Parkinsons wurde 2000 in London von portugiesischen Musikern (u. a. von Victor Torpedo, ex-Tédio Boys) gegründet und sorgte für eine Wiederbelebung der englischen Punk- und Garageszene.
Die britische Band Rosa Mota benannte sich nach der portugiesischen Marathonläuferin Rosa Mota.

## Sport

### Fußball

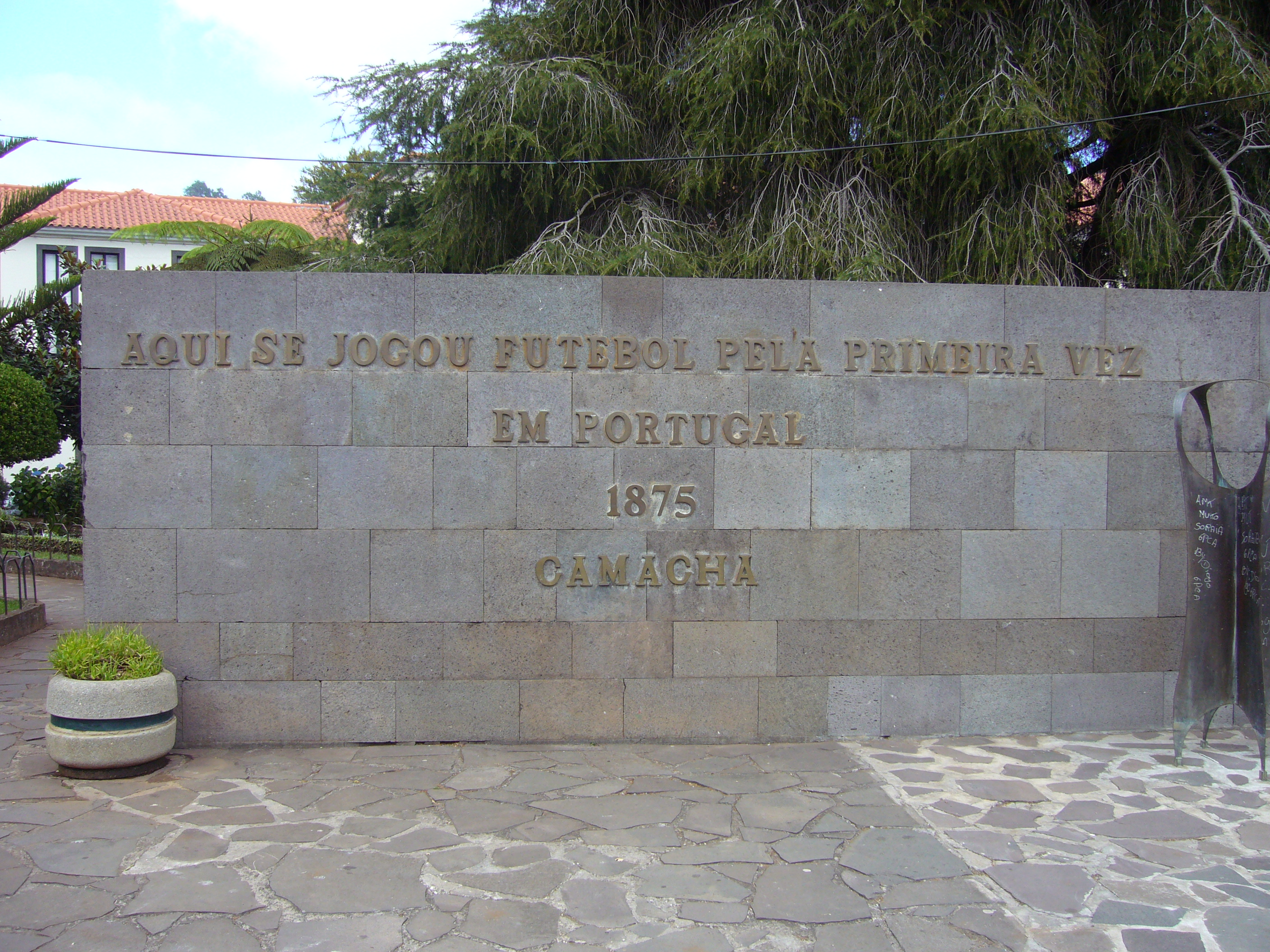
Denkstein in Camacha für das erste dokumentierte Fußballspiel in Portugal im Jahr 1875

Der portugiesische Fußball wurde maßgeblich von Studenten begründet, die den neuen Sport aus England zu ihren portugiesischen und britischen Familien in Portugal mitbrachten. Als erstes Fußballspiel gilt ein Match auf den Dorfplatz von Achada, einem Dorf der Gemeinde Camacha auf der Insel Madeira, das 1875 von Henry Hinton mit anderen Dorfbewohnern improvisiert wurde, als Hilton von seinen Studien in England auf das elterliche Anwesen in Camacha zurückgekehrt war. Wesentlicher Initiator des organisierten Fußballsports in Portugal war der sportbegeisterte Guilherme Pinto Basto, der den Fußball als Schüler der südenglischen Downside School kennengelernt hatte und danach den ersten Fußball nach Portugal brachte. Im Januar 1889 organisierte Pinto Basto dann das erste regelkonforme Fußballspiel, das auf dem heutigen Campo Pequeno in Lissabon stattfand. Das Spiel zwischen portugiesischen und englischen Sportfreunden endete mit einem 2:1-Sieg der Portugiesen.
Männer
Die portugiesische Fußballnationalmannschaft trat mehrmals gegen alle vier Nationalmannschaften des Vereinigten Königreichs an.
Gegen die englische Fußballnationalmannschaft spielte die portugiesische Auswahl erstmals am 25. Mai 1947, die Begegnung in Lissabon endete mit einem 10:0-Sieg der Gäste, was bis heute die höchste Niederlage der portugiesischen Elf darstellt. Insgesamt trafen sie 23-mal aufeinander, mit zehn britischen und drei portugiesischen Siegen, zehnmal trennten sie sich unentschieden (Stand Ende 2020).

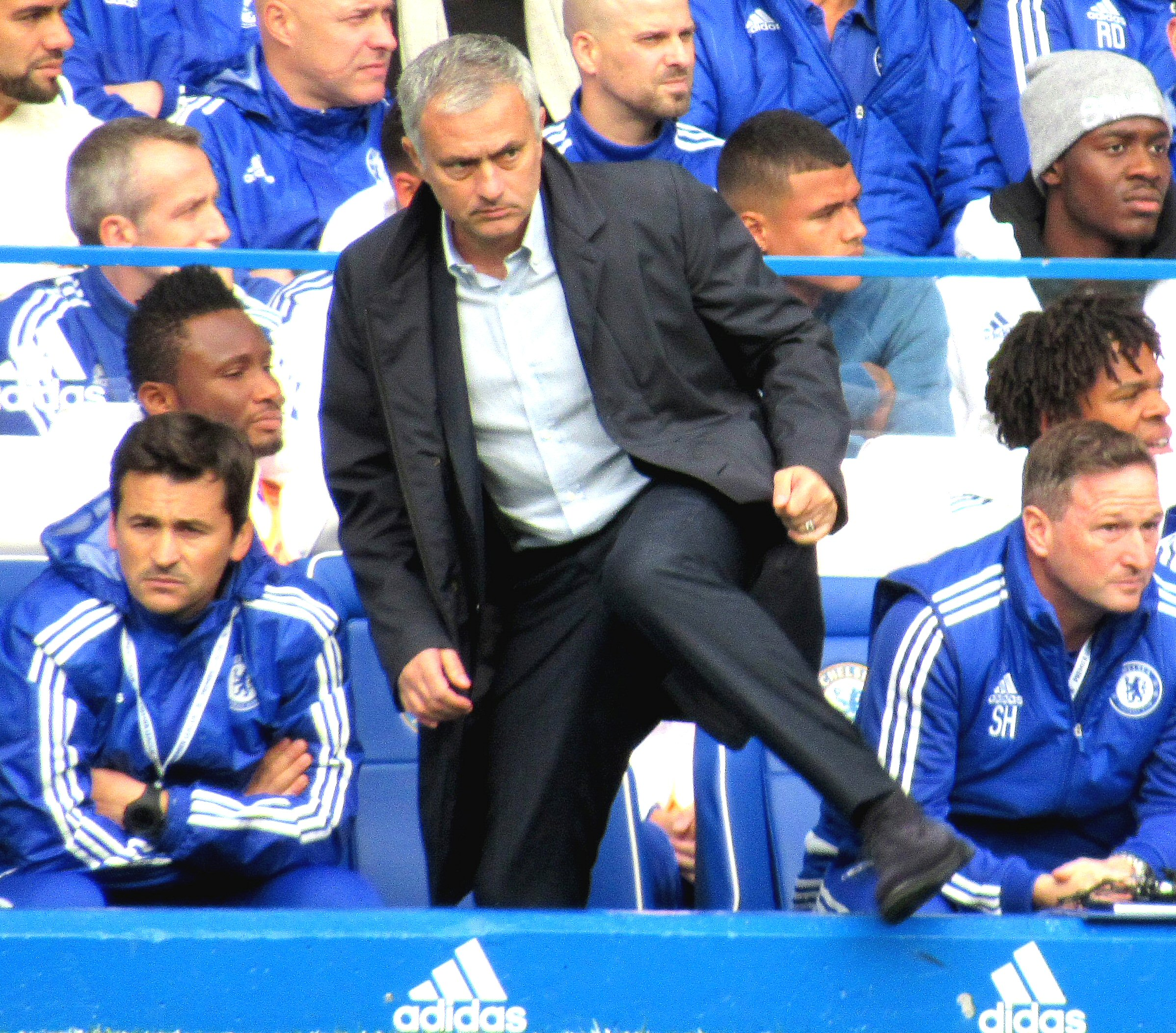
Chelseas José Mourinho im Spiel gegen Aston Villa am 17. Oktober 2015: in England erhielt der Erfolgstrainer seinen international bekannten Beinamen „the special one“.

Gegen die schottische Auswahl spielte Portugal bisher 15-mal, mit vier schottischen und acht portugiesischen Siegen, drei Begegnungen blieben unentschieden. Erstmals trafen sie am 21. Mai 1950 im Estádio Nacional nahe Lissabon aufeinander, das Spiel endete 2:2.
Auf die walisische Fußballnationalmannschaft traf Portugal erstmals am 15. Mai 1949 in Lissabon. Das Spiel war erst das zweite Spiel der Waliser gegen eine nichtbritische Auswahl und endete 3:2 für Portugal. Insgesamt spielten sie viermal gegeneinander, mit einem walisischen und drei portugiesischen Siegen (Stand Ende 2020).
Die nordirische Fußballnationalmannschaft schließlich spielte bislang 13-mal gegen die portugiesische Auswahl, mit zwei nordirischen und vier portugiesischen Siegen, sieben Spiele endeten unentschieden. Das erste Mal trafen sie am 16. Januar 1957 in Lissabon aufeinander, das Qualifikationsspiel zur WM 1958
endete 1:1.
Spieler beider Länder stehen häufig auch bei Vereinen im jeweils anderen Land unter Vertrag. Bekanntestes Beispiel dürfte der portugiesische Weltfußballer Cristiano Ronaldo sein, der mit Manchester United zwischen 2003 und 2009 eine Vielzahl Titel gewann und damit seinen Durchbruch zum internationalen Topspieler erreichte.
Sein internationales Renommee als Erfolgstrainer und seinen Ruf als „the special one“ konnte der Portugiese José Mourinho durch seine Erfolge mit Chelsea weiter ausbauen. Mit dem Team gewann er u. a. die englische Meisterschaft in den Jahren 2005, 2006 und 2015. Auch mit Manchester United gewann er Titel, so den EFL Ligapokal 2017 und den FA Supercup im Jahr 2016. Er wurde in Großbritannien mehrfach ausgezeichnet, so als Premier League Manager of the Season in den Jahren 2005, 2006 und 2015, im Jahr 2005 gewann er zudem den BBC Sports Personality of the Year Coach Award.
Frauen
Die englische und die portugiesische Fußballnationalmannschaft der Frauen trafen bislang neunmal aufeinander, mit sieben englischen Siegen und zwei Unentschieden. Erstmals spielten sie am 11. Februar 1996 gegeneinander, das Qualifikationsspiel zur EM 1997 endete 5:0 für die Engländerinnen.
Auf die schottische Fußballnationalmannschaft der Frauen trafen die Portugiesinnen bislang zwölfmal, mit vier schottischen und fünf portugiesischen Siegen, dreimal trennten sie sich unentschieden (Stand Ende 2020). Ihre erste Begegnung fand am 24. April 1994 im schottischen Stirling statt, das Qualifikationsspiel zur EM 1995 endete 2:1 für die Portugiesinnen.

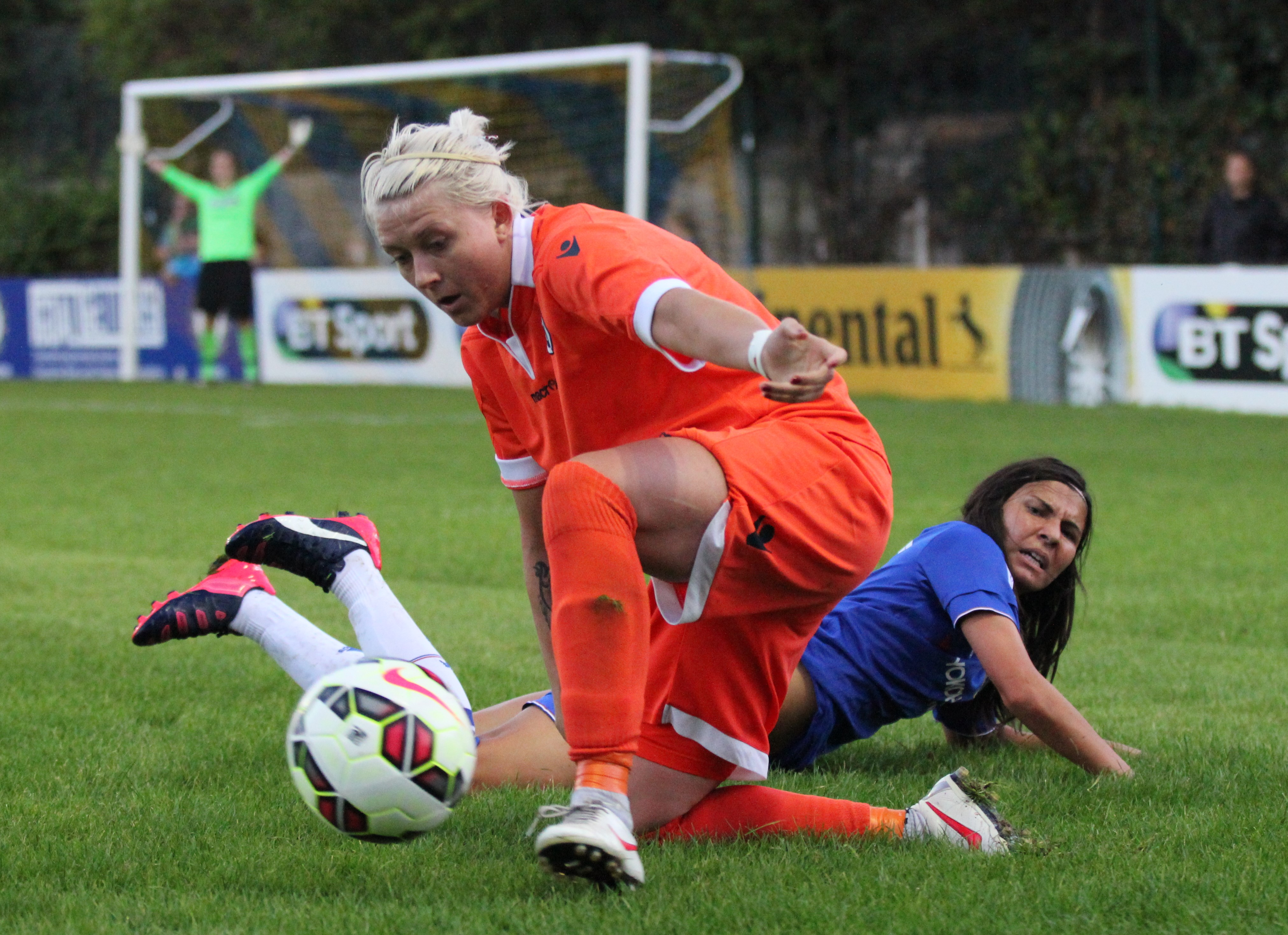
Ana Borges (am Boden) im Trikot der Chelsea Ladies, am 26. August 2015.

Die walisische Frauen-Nationalmannschaft spielte die portugiesische Nationalelf bislang 16-mal, mit sechs portugiesischen und fünf walisischen Siegen, fünfmal trennten sie sich unentschieden. Ihre erste Begegnung fand am 1. März 2020 beim Algarve-Cup 2002 statt, die Waliserinnen gewannen 1:0.
Auf die nordirische Fußballnationalmannschaft der Frauen traf die portugiesische Auswahl bislang fünfmal, mit drei portugiesischen und zwei nordirischen Siegen (Stand Ende 2020). Ihre erste Begegnung fand am 14. März 2004 beim Algarve-Cup 2004 statt und endete 2:0 für Portugal.
Spielerinnen beider Länder stehen immer wieder auch bei Vereinen im jeweils anderen Land unter Vertrag, insbesondere Portugiesinnen in England, darunter Ana Borges, die einige Jahre beim FC Chelsea spielte, oder Matilde Fidalgo, die 2019/20 für Manchester City auflief. Jassie Vasconcelos spielte 2016–2018 in Cardiff.

### Badminton
Bei dem wichtigsten portugiesischen Badminton-Turnier, den Portugal International, haben britische Spieler mehrfach Titel gewonnen, erstmals Susann Bennett im Mixed bei den Portugal International 1969. Bei den Portugal International 1972 in Lissabon gewannen dann Nora Gardner bei den Damen und Philipp Smith bei den Herren.
Das Turnier war danach jahrelang von englischen Sportlern geprägt, bis ihre Dominanz in den 2000er Jahren langsam nachließ. Zuletzt gewannen Briten bei den Portugal International 2015 (Stand 2020). Bis heute ist England mit 90 Siegen dort Rekordhalter, Schottland die siebterfolgreichste Nation dort, und Wales auf Platz 22. Nordirische Spieler konnten dort noch nicht siegen. Portugal selbst ist dort die dritterfolgreichste Nation (Stand 2020).
Beim wichtigsten Turnier im Vereinigten Königreich, den All England Open Badminton Championships, gab es noch keine portugiesischen Sieger (Stand 2020). Auch bei den Scottish Open, den Welsh International und den Ulster Open gab es bislang keine portugiesischen Titel (Stand 2019).

### Rollhockey
Rollhockey ist in Portugal heute sehr viel populärer, als in Großbritannien. So konnte England die zwei ersten Rollhockey-Weltmeisterschaften in den Jahren 1936 und 1939 gewinnen, danach aber nicht mehr unter die letzten vier Plätze kommen, während Portugal bei den ersten beiden Weltmeisterschaften jeweils Dritter wurde und danach 16-mal Weltmeister wurde. Portugal richtete bisher neun Weltmeisterschaften aus, in England fand noch keine WM statt (Stand 2020).

### Andere
Der portugiesische Fechter António Leite (1899–1958) wurde im Londoner Stadtteil Twickenham geboren und erreichte mit der portugiesischen Degenmannschaft bei den Olympischen Sommerspielen 1924 in Paris den vierten Platz.